# Strażnica WOP Dorohusk
Strażnica Wojsk Ochrony Pogranicza Dorohusk – zlikwidowany podstawowy pododdział Wojsk Ochrony Pogranicza pełniący służbę graniczną na granicy polsko-radzieckiej.
Strażnica Straży Granicznej w Dorohusku – zlikwidowana graniczna jednostka organizacyjna Straży Granicznej realizująca zadania bezpośrednio w ochronie granicy państwowej z Ukrainą.

## Formowanie i zmiany organizacyjne
Od 15 marca 1954 wprowadzono nową numerację strażnic. 141 strażnica WOP Dorohusk III kategorii była w strukturach 232 batalionu WOP we Włodawie.
Reorganizacja, jaką przechodziły Wojska Ochrony Pogranicza w czerwcu 1956, doprowadziły do likwidacji 23 Brygady i podległych jej pododdziałów. W miejsce zniesionej jednostki utworzono dwie samodzielne: Grupę Manewrową Wojsk Ochrony Pogranicza Tomaszów (Chełm) Lubelski i Samodzielny Oddział Zwiadowczy WOP Chełm do którego została włączona Placówka WOP Dorohusk. 1 maja 1957, na bazie Grupy Manewrowej i Samodzielnego Oddziału Zwiadowczego WOP zorganizowano 23 Chełmski Oddział WOP a od 1959 nadano 23 Oddziałowi nazwę regionalną: 23 Chełmski Oddział WOP. W 1964 placówka WOP Dorohusk nr 4 była w strukturach 23 Chełmskiego Oddziału WOP, który funkcjonował do 30 maja 1976.
1 czerwca 1976 odtwarzano brygady na granicy ze Związkiem Radzieckim. Na bazie 23 Chełmskiego Oddziału WOP sformowano Nadbużańską Brygadę WOP. W jej strukturach, na bazie Placówki WOP Dorohusk zorganizowano Strażnicę WOP Dorohusk.
1 października 1989 rozformowana została Nadbużańska Brygada WOP, na jej bazie powstał Nadbużański Batalion WOP, a Strażnica WOP Dorohusk wraz z batalionem została włączona w struktury Bieszczadzkiej Brygady WOP w Przemyślu i tak funkcjonowała do 15 maja 1991.
Straż Graniczna:
16 maja 1991 ochronę granicy państwowej przejęła nowo sformowana Straż Graniczna. Strażnica w Dorohusku została włączona w struktury Nadbużańskiego Oddziału Straży Granicznej w Chełmie i przyjęła nazwę Strażnica Straży Granicznej w Dorohusku (Strażnica SG w Dorohusku).
W 2000 począwszy od Komendy Głównej SG, Oddziałów SG i na końcu strażnic SG oraz GPK SG, rozpoczęła się reorganizacja struktur Straży Granicznej związana z przygotowaniem Polski do wstąpienia, do Unii Europejskiej i przystąpieniem do Traktatu z Schengen. Podczas restrukturyzacji wprowadzono kompleksową ochronę granicy już na najniższym szczeblu organizacyjnym tj. strażnica i graniczna placówka kontrolna. Wprowadzona całościowa ochrona granicy zniosła podział na graniczne jednostki organizacyjne ochraniające tylko tzw. „zieloną granicę” i prowadzące tylko kontrole ruchu granicznego. W wyniku tego, 2 stycznia 2003, nastąpiło zniesie Strażnicy SG w Dorohusku. Ochraniany przez strażnicę odcinek granicy, wraz z obsadą etatową przejęła Graniczna Placówka Kontrolna SG w Dorohusku.

## Ochrona granicy
W 1946 w ramach Wojsk Ochrony Pogranicza został utworzony Przejściowy Punkt Kontrolny Dorohusk (PPK Dorohusk) – kolejowy kategorii B, którego załoga wykonywała kontrolę graniczną osób, towarów oraz środków transportu w przejściu granicznym:
- Dorohusk-Jagodzin (kolejowe).

1 stycznia 1964 na ochranianym odcinku funkcjonowało przejście graniczne uproszczonego ruchu granicznego (urg), w którym kontrolę graniczną i celną osób, towarów oraz środków transportu wykonywała 4 placówka WOP Dodohusk:
- Okopy.

Straż Graniczna:
Na odcinku strażnicy funkcjonowały przejścia graniczne, w których  kontrolę graniczną osób, towarów i środków transportu wykonywała Graniczna Placówka Kontrolna SG w Dorohusku:
- Dorohusk-Jagodzin (kolejowe)
- Dorohusk-Jagodzin (drogowe).

## Sąsiednie strażnice
- 140 strażnica WOP Uhrusk ⇔ 142 strażnica WOP Dubienka – 1954
- 5 placówka WOP Włodawa ⇔ 3 placówka WOP Strzyżów – 01.01.1960[14]
- 5 placówka WOP Włodawa ⇔ 3 placówka WOP Hrubieszów – 01.01.1964[14].
- Strażnica WOP Włodawa ⇔ Strażnica WOP Hrubieszów – 1990[8]

Straż Graniczna:
- Strażnica SG we Włodawie ⇔ Strażnica SG w Hrubieszowie – 16.05.1991[15].

## Dowódcy/komendanci strażnicy
- Tadeusz Jaroc (01.06.1976–30.11.1977)[7]
- kpt. Leszek Górnik (21.09.1989–był 31.07.1990)[16].